# Вёрёшмарти, Михай
Михай Вёрёшмарти (венг. Vörösmarty Mihály; 1 декабря 1800, Капольнашньек — 19 ноября 1855, Будапешт) — венгерский поэт, писатель и переводчик.

## Биография
Михай Вёрёшмарти родился в дворянской католической семье. Его отец служил управляющим у магнатов Надашди. Михай воспитывался у цистерцианцев в Секешфехерваре и у пиаристов в Пеште. Смерть отца в 1811 году ввергла большую семью в глубочайшую нищету. Михай зарабатывал на жизнь и академическое образование учителем в семье Персель. Начинающий поэт был влюблён в Этельку Персель, занимавшую несоизмеримо высокое положение в обществе, и именно этой безответной любви венгерская литература обязана многочисленными шедеврами любовной лирики Вёрёшмарти. Сильные патриотические чувства Вёрёшмарти нашли выход в героическом эпосе «Бегство Залана» (венг. Zalán futása, 1824), по своему колориту и стилю ставшему настоящей жемчужиной венгерской литературы. Этот эпос отметил переход от классической к романтической школе в творчестве Михая Вёрёшмарти, и с этого времени Карой Кишфалуди и другие венгерские романтики оценили Вёрёшмарти и признали в нём своего. Но, несмотря на это, Вёрёшмарти жил в весьма стеснённых условиях. Он забросил юриспруденцию и полностью посвятил себя литературе, однако критика не была к нему благосклонна.
В 1823—1831 годах Михай Вёрёшмарти написал четыре драмы и восемь небольших романов, частью исторических, частью фантастических. В учреждённой 17 ноября 1830 года Венгерской академии наук Вёрёшмарти получил место на филологическом отделении, а затем сменил на посту директора Кароя Кишфалуди с годовым жалованием в 500 форинтов. Вёрёшмарти был в числе учредителей Общества Кишфалуди и стоял у истоков литературных журналов Athenäum и Figyelmezö.
В 1830—1843 годах Вёрёшмарти занимался преимущественно драматургией и создал, вероятно, свою лучшую драму «Кровавая свадьба» (венг. Vérnász, 1833), получившую премию Академии в размере двухсот гульденов. Он опубликовал несколько сборников стихов, среди которых были его знаменитый патриотический гимн «Призыв» (венг. Szózat, 1836), а также «Брошенная мать» (венг. Az elhagyott anya, 1837) и «Благородной даме» (венг. Az uri hölgyhöz, 1841). Женитьба в 1843 году побудила Вёрёшмарти написать новый цикл эротической лирики.
В 1848 году вместе с Яношем Аранем и Шандором Петёфи Вёрёшмарти взялся за перевод сочинений Шекспира и работал над «Юлием Цезарем» и «Королём Лиром».
В 1849 году Вёрёшмарти стал судьёй Верховного суда. Поражение революции 1848—1849 годов стало тяжёлым ударом для поэта-патриота. Некоторое время он провёл в изгнании и вернулся в Венгрию в 1850 году. В глубокой меланхолии Вёрёшмарти пребывал все оставшиеся годы жизни. В 1854 году он написал своё последнее крупное стихотворение «Старый цыган» (венг. A vén cigány). Михай Вёрёшмарти умер в Пеште в том же доме, где за двадцать лет до этого умер Карой Кишфалуди. Похороны поэта 21 ноября 1855 года на кладбище Керепеши стали днём национального траура. Ференц Деак организовал сбор средств в пользу осиротевших детей Вёрёшмарти, оставшихся без средств к существованию. Сын Бела Вёрёшмарти стал политиком. Дочь Илона вышла замуж за политика Кальмана Селля.
Самое известное стихотворение Вёрёшмарти «Призыв» было положено на музыку и часто исполняется в конце торжественных мероприятий по случаю национальных праздников Венгрии. Имя Михая Вёрёшмарти носят площадь и улица в центре Будапешта.